# Benerson Little
Benerson Kile Little (30 de julio de 1959, Key West) es un escritor y militar estadounidense, antiguo miembro de los SEAL. Especializado en la historia de la piratería, sobre todo la edad de oro de la piratería en el Caribe, es autor de varios libros sobre el ámbito. En 2014 fue asesor de la serie Black Sails.

## Biografía
Nacido en Florida, de padre miembro de la marina de los Estados Unidos, Little se graduó de la Universidad Tulane e ingresó poco después en ella, sirviendo de oficial de 1981 a 1989. Desde 1983 fue parte de los SEAL (BUDS/S Class 121, Team 3 y Delivery Vehicle Team 1). En 1989, Little comenzó a trabajar en el Naval Special Warfare Command y el sector privado. En el nuevo milenio comenzó a dedicarse al ámbito académico de la piratería,  También es instructor de esgrima antigua, con 35 años de experiencia bajo el maestro Jenő Hámori.

### No ficción
- — (2007). The Buccaneer's Realm: Pirate Life on the Spanish Main, 1674–1688. Potomac Books. ISBN 978-1597971010.
- — (2010). Pirate Hunting: The Fight Against Pirates, Privateers, and Sea Raiders from Antiquity to the Present. Potomac Books. ISBN 978-1597972918.
- — (2010). How History's Greatest Pirates Pillaged, Plundered, and Got Away With It: The Stories, Techniques, and Tactics of the Most Feared Sea Rovers from 1500-1800. Fair Winds Press. ISBN 978-1610595001.
- — (2011). The Sea Rover's Practice: Pirate Tactics and Techniques, 1630-1730. Potomac Books. ISBN 978-1597973250.
- — (2016). The Golden Age of Piracy: The Truth Behind Pirate Myths. Potomac Books. ISBN 978-1510713048.

### Ficción
- — (2015). Fortune's Whelp. Penmore Press. ISBN 978-1942756606.